# Hotell Persborg

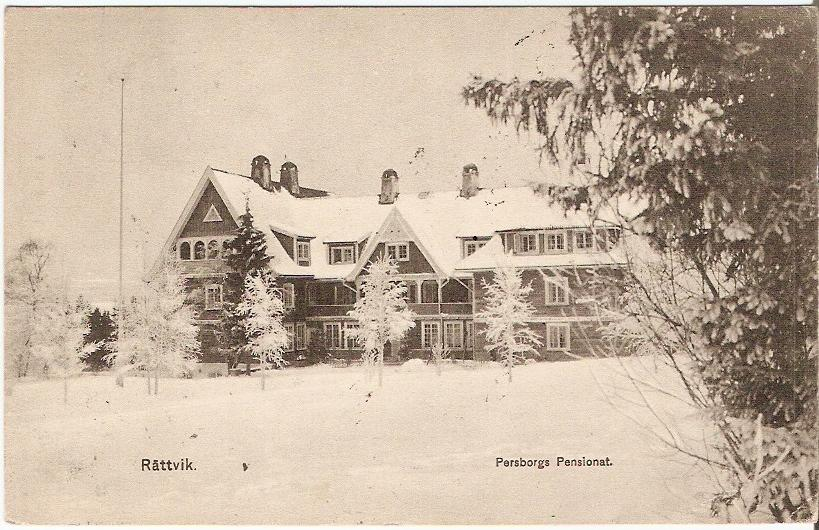
Persborg hotell och pensionat.

Hotell Persborg var ett pensionat och hotell invid sjön Siljan i Sjurbergs by två kilometer väster om Rättviks tätort. Hotellet byggdes i början av 1900-talet och köptes tidigt av Hilda Rehnström, majorskan kallad, som utvecklade det till ett internationellt hotell som blev populärt inte minst bland konstnärer.
1979 brann hotellet och på platsen uppfördes en enklare byggnad. Denna senare byggnad brändes ned vid en övning med räddningstjänsten i Rättviks kommun i mars 2013.
Under åren 1894–1953 hade hotellet en egen hållplats (Persborgs hotell, Pbh) på järnvägen som passerar förbi området invid Siljans strand.

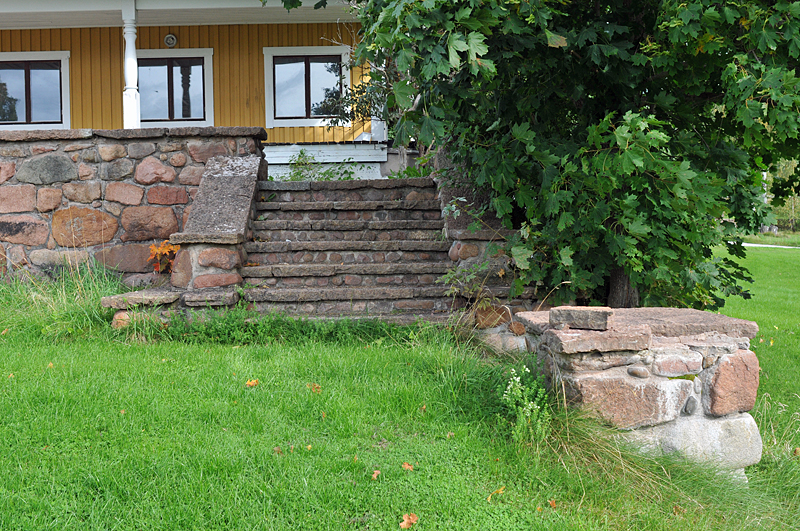
Rester efter Hotell Persborg.
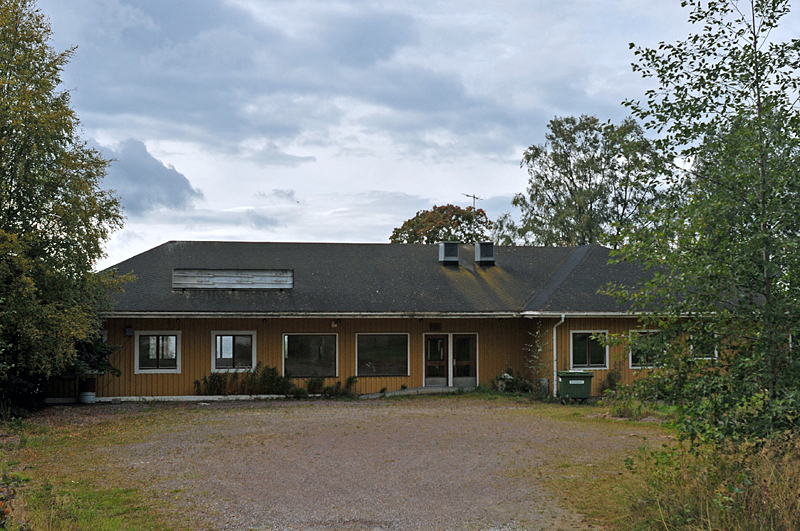
Kulturpalatset Persborg som uppfördes efter hotellet.